# Luis Sojo
Luis Beltrán Sojo Sojo (3 de janeiro de 1966) é um ex-jogador profissional de beisebol venezuelano.

## Carreira
Luis Sojo foi campeão da World Series 2000 jogando pelo New York Yankees. Na série de partidas decisiva, sua equipe venceu o New York Mets por 4 jogos a 1.